# Loubès-Bernac
Loubès-Bernac – miejscowość i gmina we Francji, w regionie Nowa Akwitania, w departamencie Lot i Garonna.
Według danych na rok 1990 gminę zamieszkiwało 319 osób, a gęstość zaludnienia wynosiła 17 osób/km² (wśród 2290 gmin Akwitanii Loubès-Bernac plasuje się na 861. miejscu pod względem liczby ludności, natomiast pod względem powierzchni na miejscu 584.).